# Бейтсон, Тимоти
Ти́моти Ди́нгуолл Бе́йтсон (англ. Timothy Dingwall Bateson; 3 апреля 1926, Лондон, Англия, Великобритания — 16 сентября 2009, там же) — английский актёр.

## Биография
Тимоти Дингуолл Бейтсон родился 3 апреля 1926 года в Лондоне (Англия, Великобритания) в семье адвоката Дингуолла Лэтама Бейтсона (1898—1967) и его жены Наоми Джудит, которые поженились в 1922 году. У него были брат и сестра.
В 1947—2007 года Тимоти сыграл в 187-ми фильмах и телесериалах, а также он занимался озвучиванием. Наиболее известными работами Бейтсона являются: озвучивание Червяка Уильяма в фильме «Лабиринт» (1986), банкир в «Отверженных» (1998), английский судья в «Жанне д’Арк» (1999), также известен по своей последней работе в кино — озвучиванием Кикимера в фильме «Гарри Поттер и орден Феникса» (2007).
83-летний Тимоти скончался 16 сентября 2009 года в Лондоне (Англия, Великобритания) по неизвестным публике причинам.